# Bühlow

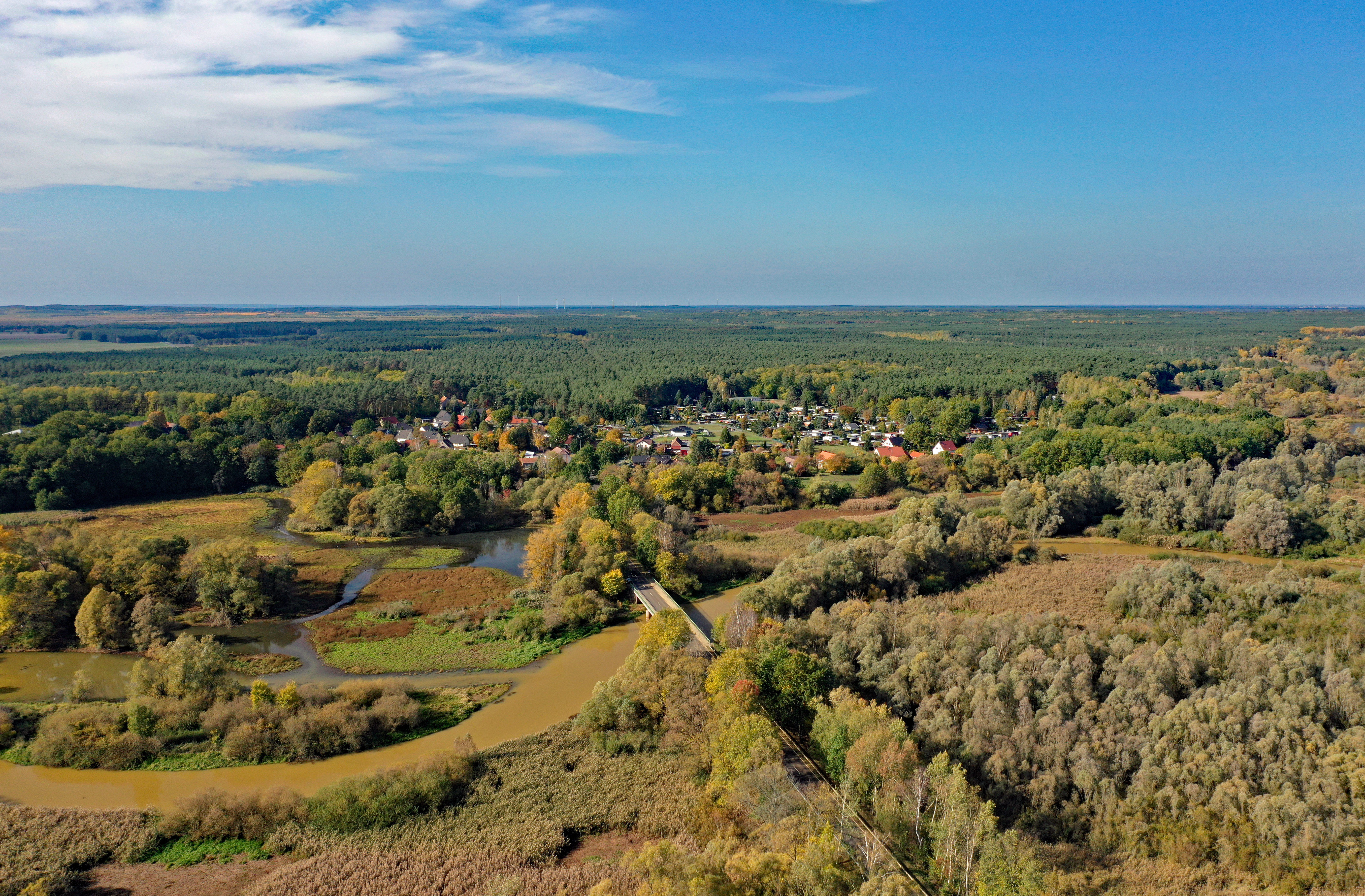
Luftbild

Bühlow (bis 1937 amtlich Byhlow), niedersorbisch Běła (auf Deutsch "weiß"), ist ein Gemeindeteil von Sellessen, einem Ortsteil der Stadt Spremberg im Landkreis Spree-Neiße in Brandenburg. Bis zur Eingemeindung nach Sellessen am 1. Januar 1974 war Bühlow eine eigenständige Gemeinde.

## Lage
Bühlow liegt in der Niederlausitz und zählt zum amtlichen Siedlungsgebiet der Sorben/Wenden. Die Kernstadt Spremberg liegt etwa zwei Kilometer südlich des Dorfes. Umliegende Ortschaften sind die zur Gemeinde Neuhausen/Spree gehörenden Ortsteile Bräsinchen im Norden und Bagenz im Nordosten, Muckrow und Sellessen im Osten, Weskow im Südwesten, die Stadt Spremberg und Cantdorf im Süden sowie der Drebkauer Gemeindeteil Rehnsdorf und der Neuhausener Ortsteil Groß Döbbern im Nordwesten. Die ehemaligen westlichen Nachbardörfer Groß Buckow und Klein Buckow wurden für den Tagebau Welzow-Süd überbaggert.
Durch Bühlow verläuft die Landesstraße 52, die den Ort mit der Stadt Drebkau verbindet. Etwa einen Kilometer westlich läuft die Bundesstraße 97 am Ort vorbei. Bühlow liegt direkt an der Spree sowie am südlichen Ufer der Talsperre Spremberg. Durch Bühlow verläuft der Spreeradweg.

## Geschichte
Bühlow wurde erstmals im Jahr 1527 urkundlich erwähnt. Die damalige Schreibweise des Dorfes lautete „Belo“, 1576 wurde der Ort als „Bylau“ bezeichnet. Der Ortsname stammt aus der sorbischen Sprache. Die Bedeutung ist unklar, Reinhard E. Fischer vermutet eine Namensverwandtschaft mit Behlow bei Lieberose, dessen Ortsname leitet sich von dem Personennamen „Bel“ ab. Arnošt Muka übersetzte den Ortsnamen als „Weißdorf“, dies ist auch die wahrscheinlichere Variante. Bis 1937 hieß der Ort amtlich „Byhlow“, der Name wurde daraufhin von den Nationalsozialisten im Deutschen Reich in das bis heute beibehaltene „Bühlow“ geändert.
Für das Jahr 1844 waren in Bühlow 165 Einwohner verzeichnet, die in 26 Gebäuden lebten. Das Dorf verfügte zu dieser Zeit über eine Tuchwalke, eine Wassermühle und eine Schneidemühle sowie eine Spinnerei. Kirchlich gehörte der Ort zu Groß Buckow. Im 19. Jahrhundert war Bühlow ein überwiegend sorbischsprachiges Dorf. Für seine Statistik über die sorbische Bevölkerung in der Lausitz ermittelte Arnošt Muka in den 1880er-Jahren eine Einwohnerzahl von insgesamt 217, davon waren 197 Einwohner Sorben und 20 Einwohner Deutscher. In der folgenden Zeit sank die Zahl sorbischsprachiger Einwohner stark ab. Ernst Tschernik zählte für seine Untersuchungen 1954 insgesamt 198 Einwohner, darunter war allerdings kein sorbischer Muttersprachler und nur zwölf Einwohner hatten Sorbischkenntnisse.
Nach dem Wiener Kongress 1815 ging die zuvor sächsische Niederlausitz an das Königreich Preußen über. Bei der Kreisneubildung 1816 kam Bühlow an den Landkreis Spremberg. Am 25. Juli 1952 aus dem Landkreis Spremberg der neue Kreis Spremberg im Bezirk Cottbus gebildet, dem die Gemeinde Bühlow zugeordnet wurde. Am 1. Januar 1974 wurde Bühlow in die Nachbargemeinde Sellessen eingegliedert. Nach der Wende lag Bühlow zunächst im Landkreis Spremberg in Brandenburg, in dem sich der Ort als Teil von Sellessen dem Amt Hornow/Simmersdorf anschloss. Nach der Kreisreform im Dezember 1993 wurde die Gemeinde Sellessen dem neu gebildeten Landkreis Spree-Neiße zugeordnet. Am 27. September 1998 wurde Sellessen mit seinen Ortsteilen Bühlow und Muckrow aus dem Amt Hornow/Simmersdorf herausgelöst und in die Stadt Spremberg eingemeindet.

## Einwohnerentwicklung
| 1875 | 210 | 1939 | 201 |
| 1890 | 197 | 1946 | 212 |
| 1910 | 193 | 1950 | 212 |
| 1925 | 200 | 1964 | 128 |
| 1933 | 210 | 1971 | 124 |